# Genkyhag innebula
Genkyhag innebula (лат.) — ископаемый вид перепончатокрылых, единственный в составе рода Genkyhag из семейства Megalyridae. Бирманский янтарь, меловой период (Мьянма).

## Этимология
Родовое название Genkyhag это анаграмма Ga Hkyeng, означающая красную почву у народности качины (Jinghpaw), от которого происходит название штата Качин Мьянмы, где находят бирманский янтарь. Видовой эпитет G. innebula происходит от латинского «nebula, In nebula», что означает «в тумане», в отношении кусочков янтаря, в которых находят образцы, содержащих многочисленные терригенные включения, иногда частично скрывающие образцы.

## Описание
Мелкие наездники, длина тела около 3 мм. Сложный глаз овальный, выше своей длины; антенна вставлена на полпути между глазом и наличником; членики жгутика цилиндрические, равной длины. Мезосома менее половины длины тела, короче метасомы; мезоскутум скрывает пронотум в дорсальном виде; срединная мезоскутальная борозда и аксиллярная борозда мелкозубчатые; парапсидальные линии присутствуют, параллельны срединной мезоскутальной борозде и расходятся назад; аксиллы не сходятся медиально; мезоскутеллум короткий; проподеум килеватый. Переднее крыло гиалиновое, с микротрихиями; жилкование почти полностью пигментировано, только Cu туманное; медиальная ячейка трапециевидная и широкая; маргинальная ячейка закрыта без изгиба; R1 выходит за пределы этой ячейки. Ноги с одной мезотибиальной и двумя метатибиальными шпорами. Метасома удлинённая.